# Avenue Suzaku
Avenue Suzaku ou boulevard Suzaku (朱雀大路, Suzaku ōji) est le nom donné à l'avenue centrale qui, en provenance du sud, mène au palais impérial dans les capitales japonaises. Traditionnellement, le complexe du palais impérial fait face au sud, tandis que l'avenue Suzaku mène directement à l'opposé de l'entrée principale. Les villes étaient souvent basées sur un modèle de grille traditionnelle chinoise. L'avenue Suzaku était généralement la route centrale dans la grille de la ville, et, par conséquent, la plus large. Fujiwara-kyō, Heijō-kyō et Heian-kyō possédaient leur propre avenue Suzaku.

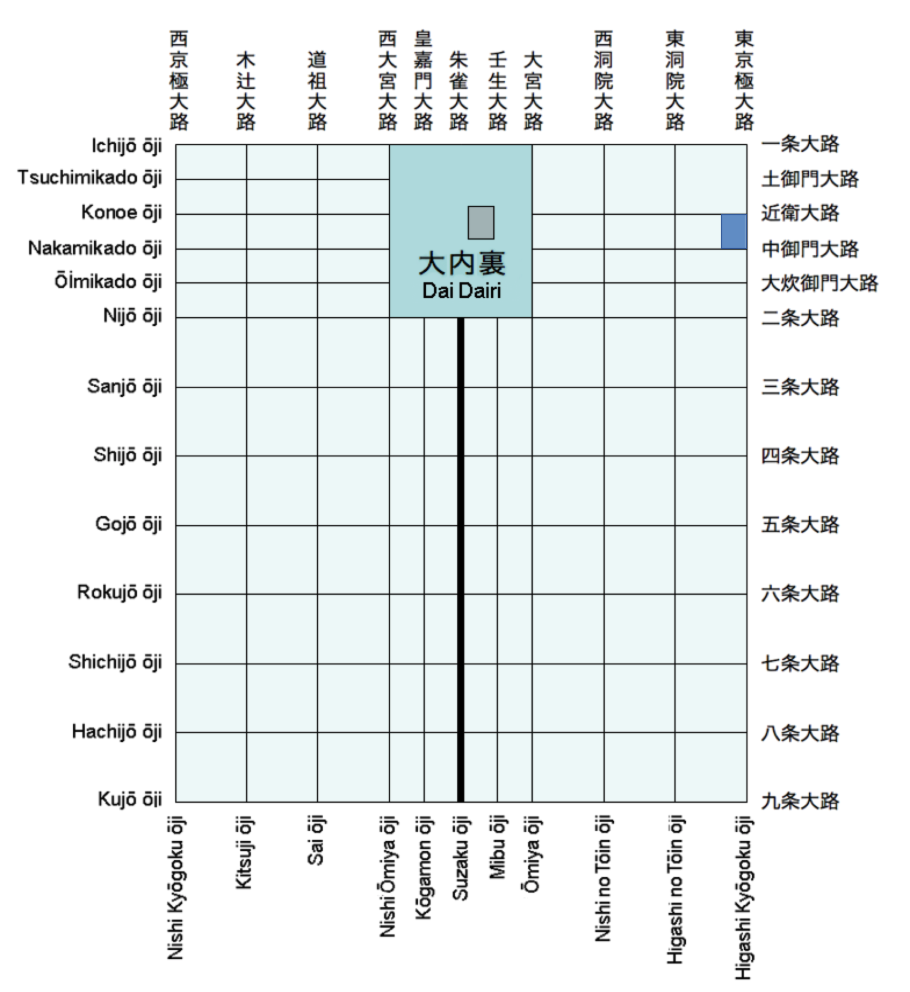
Heian-kyō. L'avenue Suzaku est indiquée par la ligne verticale en gras.

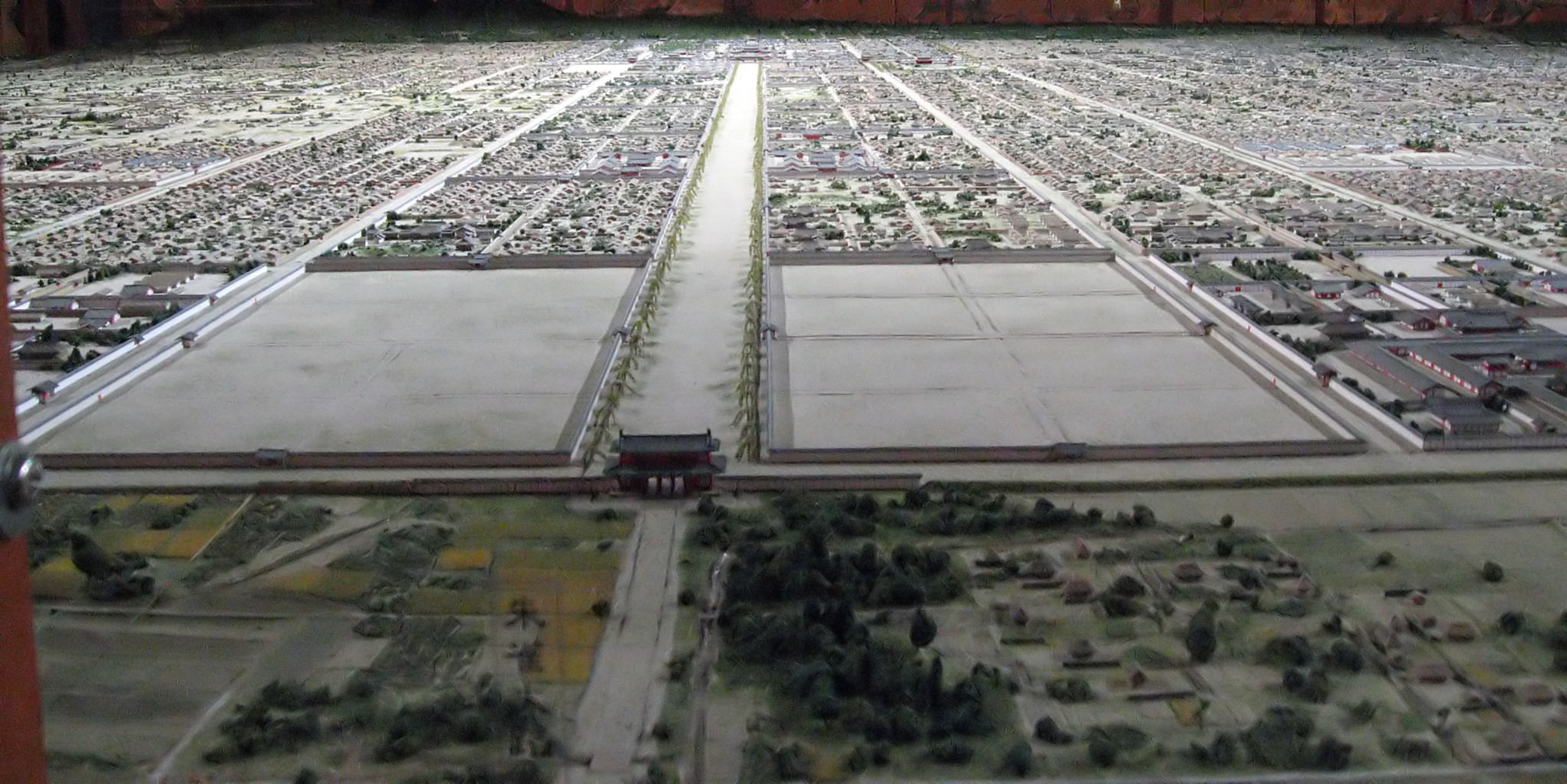
Un modèle reconstruit de l'avenue Suzaku et du Rashōmon exposé au musée Heiankyo Sosei-Kan.

Le mot « suzaku » fait référence au dieu gardien du Sud qui passe pour apparaître sous la forme d'un oiseau.

## Heian-kyō
À Heian-kyō, actuelle Kyoto, le Rashōmon (Rajōmon, Raseimon) se trouvait à l'extrémité sud de l'avenue Suzaku, flanqué à l'est par le Tō-ji, et à l'ouest par le Sai-ji, tandis qu'à l'extrémité nord il y avait la porte principale du palais Heian. De cet ensemble ne subsiste que le Tō-ji.
Au fil du temps, l'avenue Suzaku a cessé d'être le centre de la rue, en raison de l'abandon progressif de l'ouest de la ville. Finalement, la route sert de limite ouest de la ville, jusqu'à l'ère Meiji. Actuellement, c'est encore une rue principale, appelée « rue Senbon ou avenue Senbon  (千本通, Senbon dōri) », qui a autrefois servi de route pour la ligne de tramway de la ville.

## Source de la traduction
- (en) Cet article est partiellement ou en totalité issu de l’article de Wikipédia en anglais intitulé « Suzaku Avenue » (voir la liste des auteurs).